# Classe Pisa
La classe Pisa consistait en trois croiseurs blindés construits en Italie au cours de la première décennie du 20e siècle de 1905 à 1910. Deux d'entre eux étaient destinés à la Marine royale italienne (Regia Marina) et le troisième a été vendu à la Marine royale hellénique et nommé Georgios Averoff. Son armement a été réalisé par la société britannique Elswick Ordnance Company du groupe Armstrong Whitworth.
Ce navire a servi de navire amiral grec pendant la majeure partie de sa carrière active et a participé aux guerres balkaniques de 1912-1913, prenant part à deux batailles contre la marine ottomane. Il a joué un rôle mineur dans la Seconde Guerre mondiale après s'être échappé de Grèce pendant l'invasion allemande au début de 1941. Influencé par des agitateurs communistes, son équipage s'est mutiné en 1944, mais cette mutinerie a été réprimée sans effusion de sang. Le Georgios Averoff est retourné en Grèce après l'évacuation allemande à la fin de 1944 et est devenu un navire musée en 1952. Il est le seul croiseur blindé survivant au monde.
Les deux navires italiens ont participé à la guerre italo-turque de 1911-1912 au cours de laquelle ils ont soutenu les forces terrestres en Libye avec des tirs navals et ont aidé à occuper des villes en Libye et des îles du Dodécanèse. Ils ont joué un rôle mineur dans la Première Guerre mondiale après qu'un sous-marin ait coulé le Amalfi peu après que l'Italie ait rejoint la guerre en 1915. Son navire-jumeau, le Pisa, est devenu un navire-école après la guerre et a été démoli pour la ferraille en 1937.

## Conception et description

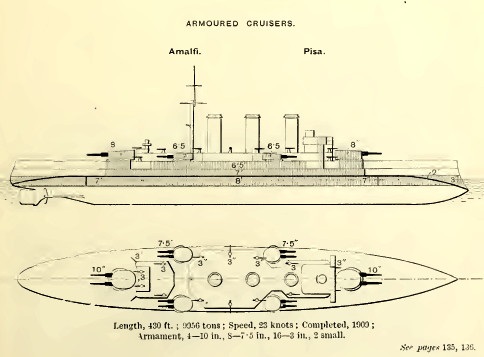
Dessins d'élévation et de plan à droite dans le Brassey's Naval Annual 1915

La classe Pisa a été conçue en 1904 par l'ingénieur italien Giuseppe Orlando, qui a tenté de reproduire à plus petite échelle l'armement et le blindage des cuirassés de la classe Regina Elena, alors au service de la Regia Marina. Les Italiens classaient les grands croiseurs blindés comme les Pisa parmi les cuirassés de seconde classe. Pour des navires de leur déplacement, ils étaient considérés comme étant lourdement armés, mais inférieurs aux croiseurs de bataille, un type introduit pendant leur longue période de construction.
Les navires de la classe Pisa avaient une longueur entre perpendiculaires de 130 mètres (426 ft 6 in) et une longueur hors-tout de 140,5 mètres (460 ft 11 in). Ils avaient une largeur de 21 mètres (68 ft 11 in) et un tirant d'eau de 7,1 mètres (23 ft 4 in). Les navires déplaçaient 9 832 tonnes métriques (9 677 tonnes longues) à charge normale et 10 401 à 10 600 tonnes métriques (10 237 à 10 433 tonnes longues) à charge lourde. La classe Pisa avait un effectif de 32 officiers et de 652 à 655 hommes de troupe.

### Propulsion
Les navires étaient propulsés par deux moteurs à vapeur verticaux à triple expansion, chacun entraînant un arbre d'hélice grâce à la vapeur fournie par 22 chaudières Belleville. Conçus pour une puissance maximale de 20 000 chevaux-vapeur (15 000 kW) et une vitesse de 22,5 nœuds (41,7 km/h), les deux navires ont largement dépassé ce chiffre, atteignant des vitesses de 23,47-23,6 nœuds (43,47-43,71 km/h) pendant leurs essais en mer à partir de 20 260-20 808 chevaux-vapeur (15 108-15 517 kW). Leur autonomie en croisière était d'environ 2 500 milles nautiques (4 600 km) à une vitesse de 12 nœuds (22 km/h) et de 1 400 milles marins (2 600 km) à une vitesse de 21 nœuds (39 km/h).

### Armement

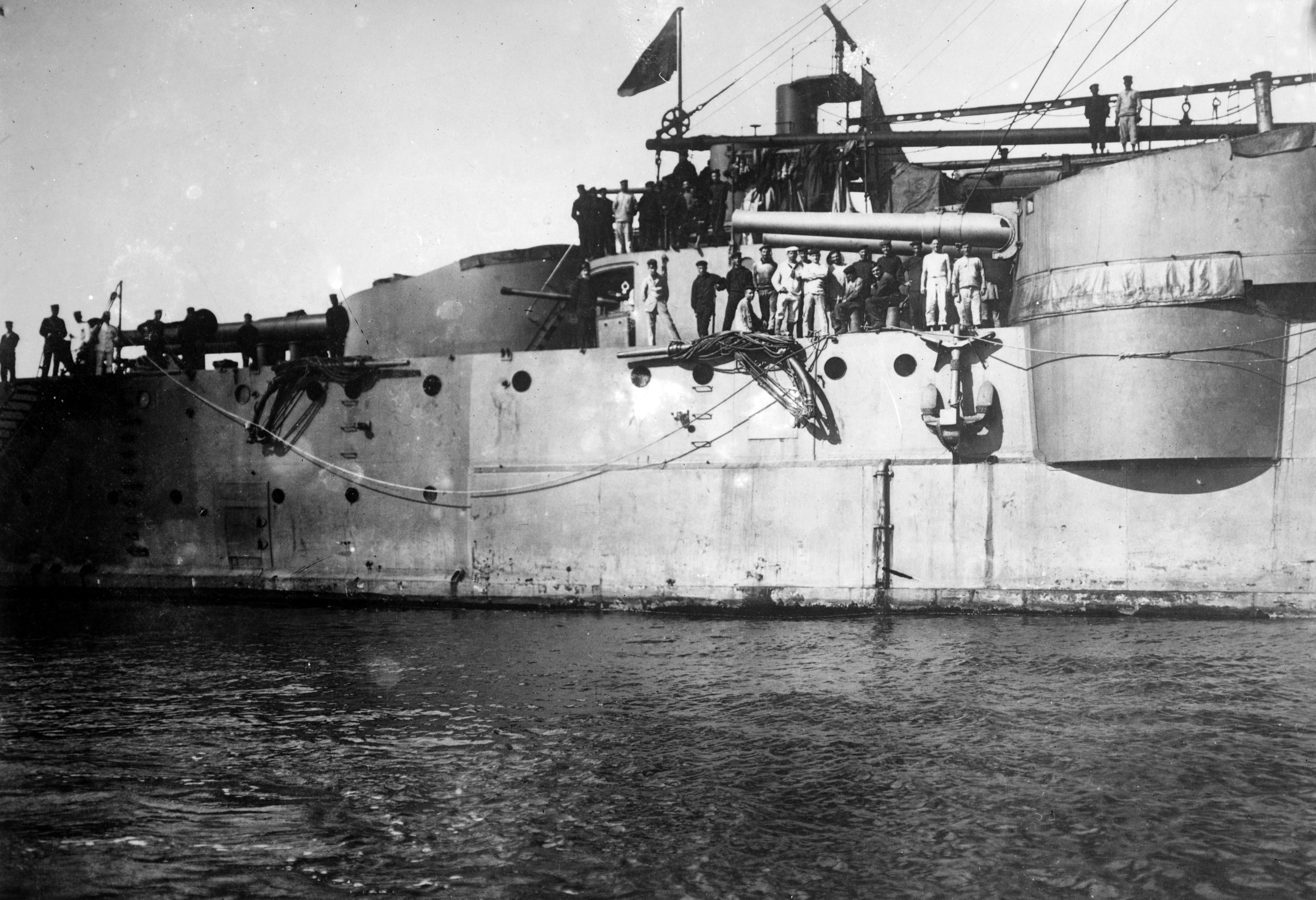
Une vue de la superstructure arrière et des tourelles du Pisa, probablement vers 1912. La tourelle la plus à gauche est la tourelle arrière du canon principal, tandis que la tourelle de droite est l'une des tourelles secondaires.

L'armement principal des deux navires italiens de la classe Pisa consistait en quatre canons Cannone da 254/45 V Modello 1906 placés dans des tourelles jumelles à commande hydraulique à l'avant et à l'arrière de la superstructure. Le canon de 254 mm (10 pouces) tirait des projectiles perforants de 217-224 kg à une vitesse initiale de 869 m/s (2 850 ft/s - pieds par seconde). La Marine royale hellénique préférait des canons plus petits de 234 mm (9,2 pouces) acheté à la Grande-Bretagne pour le Georgios Averoff, mais le navire était autrement armé de façon presque identique à ses 2 navires-jumeaux (sister ship). L'obus de 170 kg du canon Elswick Pattern 'H' était tiré à une vitesse initiale de 840 m/s (2 770 ft/s).
Les navires italiens montaient huit Cannone da 190/45 V Modello 1906 dans quatre tourelles jumelles à commande hydraulique, deux de chaque côté au milieu du navire, comme armement secondaire. Ces canons Vickers de 190 mm (7,5 pouces) tiraient des obus AP de 91 kg à une vitesse initiale de 850-870 m/s (2 789-2 853 ft/s). Les canons Elswick Pattern 'B' de 7,5 pouces à bord du Georgios Averoff utilisaient des obus AP de 90,7 kg tirés à une vitesse initiale de 844 m/s (2 770 ft/s).
Pour se défendre contre les torpilleurs, les trois navires étaient équipés de 16 canons Vickers à tir rapide (QF) Cannone da 76/50 V Modello 1908. Ce canon tirait un projectile de 6,5 kg à une vitesse initiale de 930 m/s (3 100 ft/s). Les navires étaient également équipés de huit (Pisa et Amalfi) ou quatre (Georgios Averoff) canons QF Cannone da 47/40 V Modello 1908. Les deux navires italiens étaient équipés de trois tubes lance-torpilles immergés de 450 mm (17,7 pouces) tandis que ceux du Georgios Averoff avaient un diamètre de 457 mm (18,0 pouces).
Pendant la Première Guerre mondiale, les canons de 76 et 47 mm du Pisa ont été remplacés par vingt canons 76/40 ; six d'entre eux étaient des canons anti-aériens (AA) tandis que le Georgios Averoff a reçu un canon AA supplémentaire de 76 mm. Lors de son carénage en 1925, ce dernier navire a vu son armement léger transformé en quatre canons à angle faible de 76 mm, deux canons AA de 76 mm, quatre canons à angle faible de 47 mm et cinq canons AA de 40 mm.

### Protection
Les trois navires étaient protégés par une ceinture blindée d'une épaisseur de 200 mm (7,9 pouces) au milieu du navire et réduite à 90 mm (3,5 pouces) à la proue et à la poupe. Le pont blindé avait une épaisseur de 51 mm  (2 pouces). Le blindage du poste de commandement avait une épaisseur de 180 mm (7,1 pouces). Les tourelles de canon de 254 mm étaient protégées par un blindage de 160 mm (6,3 pouces) tandis que les tourelles de 190 mm avaient un blindage de 140 mm (5,5 pouces).

## Classe Pisa
| Nom              | Marine                  | Chantier             | Lancement         | Fin de carrière         | Photo |
| ---------------- | ----------------------- | -------------------- | ----------------- | ----------------------- | ----- |
| Pisa             | Italie Regia Marina     | Orlando Livourne     | 15 septembre 1907 | démantelé en avril 1937 |       |
| Amalfi           | Italie Regia Marina     | Odero Sestri Ponente | 5 mai 1908        | coulé le 7 juillet 1915 |       |
| Georgios Averoff | Grèce Marine hellénique | Orlando Livourne     | 12 mars 1910      | désarmement en 1952     |       |

## Historique

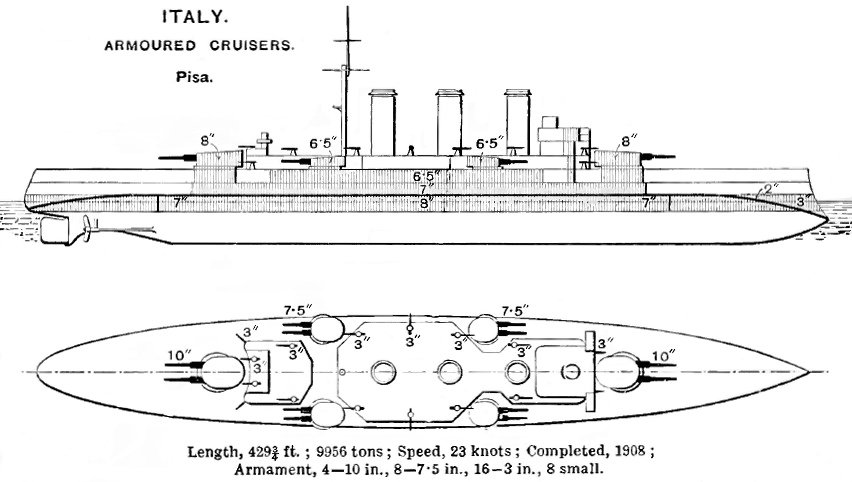
Diagramme du Pisa

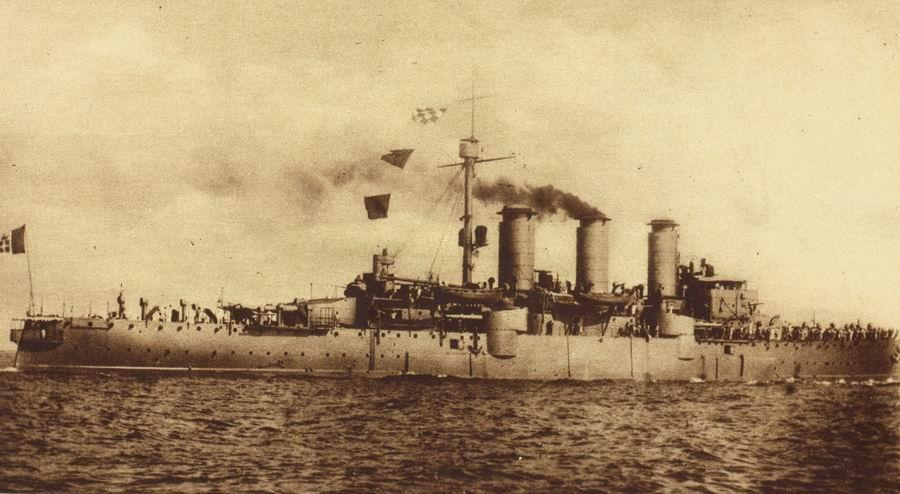
Le Amalfi en route à vitesse réduite

Deux des trois croiseurs blindés de classe Pisa ont été initialement construits pour la Regia Marina (marine royale italienne). Le troisième navire, construit sur une base spéculative, a été vendu à la Grèce et achevé sous le nom de Georgios Averoff, du nom d'un riche homme d'affaires grec qui avait laissé un legs important pour l'augmentation de la marine grecque dans son testament. Le navire a participé à la revue de la flotte du couronnement du roi George V du Royaume-Uni en 1911 peu après sa mise en service. Il a servi dans les guerres balkaniques et a contribué aux victoires grecques sur l'Empire ottoman dans les batailles d'Elli et de Lemnos pendant la première guerre balkanique. Pendant la Première Guerre mondiale, le Georgios Averoff n'a pas vu beaucoup de service actif, car la Grèce était neutre pendant les premières années de la guerre. Après les émeutes de vêpres grecques (Noemvriana) en 1916, il a été saisi par les Français pour s'assurer qu'il ne pourrait rien faire contre l'Entente. Après la fin de la guerre, le navire a participé à la guerre gréco-turque de 1919-1922 et a aidé à l'évacuation des réfugiés après la défaite de l'armée grecque. En 1925-1927, le Georgios Averoff a été reconditionné en France et réarmé.
Le navire a été saisi par des rebelles pendant la tentative ratée de coup d'état grec de 1935 et était présent à la revue de la flotte du jubilé d'argent de 1935 pour le roi George V. Pendant la Seconde Guerre mondiale, le navire s'est échappé en Égypte après que la défense alliée ait commencé à s'effondrer en 1941 pendant la bataille de Grèce. Il a effectué des escortes de convois et des patrouilles dans l'océan Indien jusqu'à la fin de 1942. Son équipage s'est mutiné au début de 1944 sous l'influence de sympathisants communistes du Front de libération nationale (grec moderne : Εθνικό Απελευθερωτικό Μέτωπο / Ethnikó Apeleftherotikó Métopo, d'où les initiales EAM). La mutinerie a été réprimée et le navire a transporté le gouvernement grec en exil à Athènes à la fin de 1944. Il a été désarmé en 1952 et est maintenant conservé comme navire-musée dans la baie de Phalère près d'Athènes. Le Georgios Averoff est le seul croiseur blindé encore existant .

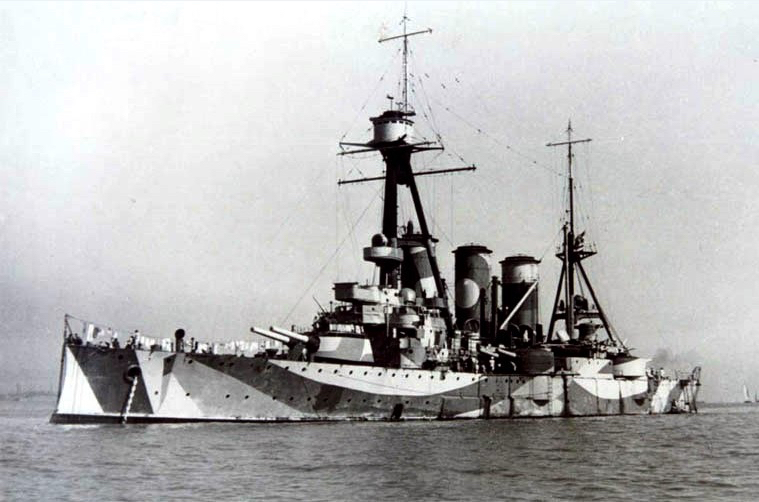
Le Georgios Averoff camouflé, RN Bombay Station, 1942, alors qu'il servait sous le commandement de la Royal Navy

Le Pisa et le Amalfi ont toutes deux participé à la guerre italo-turque de 1911-1912, au cours de laquelle le Pisa a soutenu l'occupation de Tobrouk, en Libye, et de plusieurs îles du Dodécanèse, tandis que le Amalfi a brièvement bloqué Tripoli et soutenu l'occupation de Derna, en Libye. Les navires-jumeaux se sont réunies en 1912 et ils ont bombardé les fortifications défendant l'entrée des Dardanelles en juillet. Après la fin de la guerre, le Amalfi a escorté le roi et la reine d'Italie sur le yacht royal en Allemagne et en Suède lors d'une visite en 1913.

Le Pisa a été reclassé comme cuirassé en 1921. Puis il a été utilisé comme navire d'entrainement avant d'être démantelé en 1937.
Après que le Amalfi ait été coulé par le sous-marin U-26 (en réalité le sous-marin impérial allemand SM UB-14 battant pavillon austro-hongrois) le 7 juillet 1915, les activités du Pisa ont été limitées par la menace d'une attaque sous-marine, bien que le navire ait participé au bombardement de Durrës, en Albanie, à la fin de 1918. Après la guerre, il est devenu un navire-école et a été rayé de la liste de la Marine en 1937 avant d'être mis au rebut.

### Sources
- (en) Cet article est partiellement ou en totalité issu de l’article de Wikipédia en anglais intitulé « Pisa class cruiser » (voir la liste des auteurs).